# Oberea pseudobalineae
Oberea pseudobalineae är en skalbaggsart som beskrevs av Stefan von Breuning 1955. Oberea pseudobalineae ingår i släktet Oberea och familjen långhorningar.
Artens utbredningsområde är Filippinerna. Inga underarter finns listade i Catalogue of Life.